# Grojdibodu
Grojdibodu is een Roemeense gemeente in het district Olt.
Grojdibodu telt 3099 inwoners.